# Alexander (rivière)
Pour les articles homonymes, voir Alexander.
L'Alexander (anglais : Alexander River) est une rivière de la région de la West Coast, dans l'ile du Sud en Nouvelle-Zélande. Elle se jette dans le fleuve Grey.